# 石刻博物馆

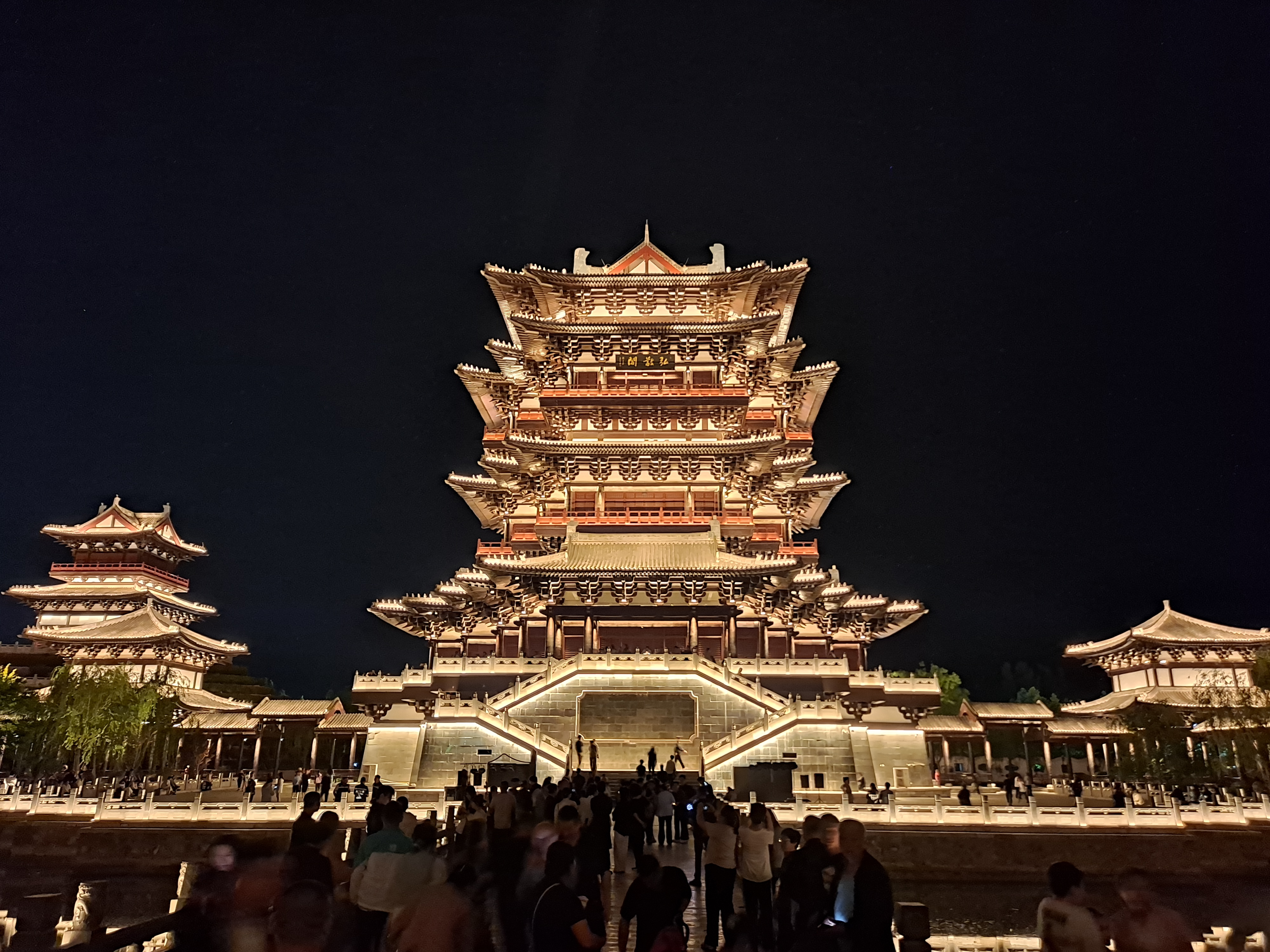
大名石刻博物馆夜景

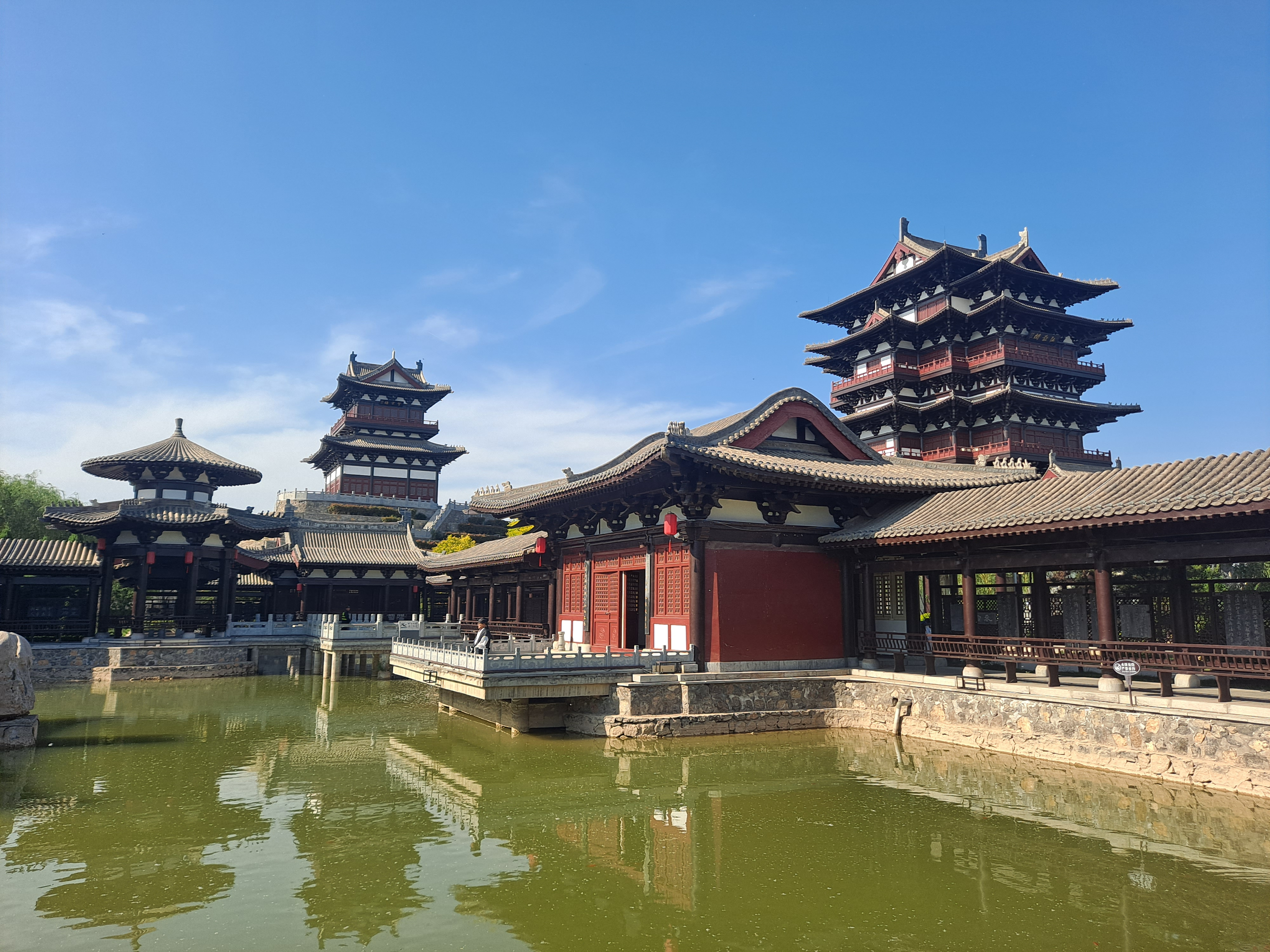
大名石刻博物馆

石刻博物馆全称大名县石刻博物馆，位于河北邯郸市大名县孔庄村。该馆占地15亩，属于国家AA级景点。

## 历史
从1984年竣工开馆，到2004年该馆陆续接收到近二百块的从北朝至宋代石刻文化遗迹，集碑刻、墓志、石雕、石构件，展现大名的发展历史。博物馆北廊主要陈列自唐至民国各时期碑刻二十五件，东廊北端为碑刻11件，墓志38方。现有石刻200多件，有中国最大的古碑“五礼记碑”，开中国碑刻行书先河的马文操神道碑，朱熹写经碑，程子视箴碑，明嘉靖陈皇后家族谕祭碑等。2002年列入“县城建十大工程”之一，投资二百余万元，进行了翻修。